# 双裂真藓
双裂真藓（学名：Bryum dichotomum）为真藓科真藓属下的一个种。

## 扩展阅读
- 維基物種上的相關：双裂真藓